# Pheidole striata
Pheidole striata är en myrart som beskrevs av Horace Donisthorpe 1947. Pheidole striata ingår i släktet Pheidole och familjen myror. Inga underarter finns listade i Catalogue of Life.

## Bildgalleri

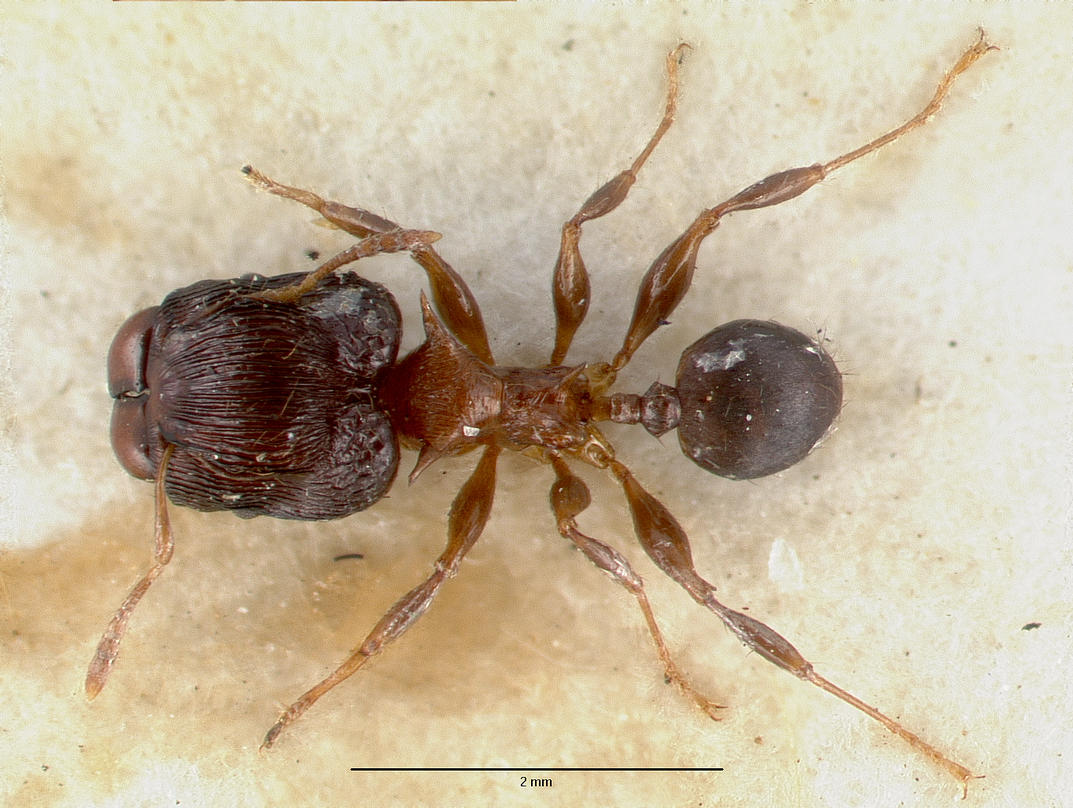
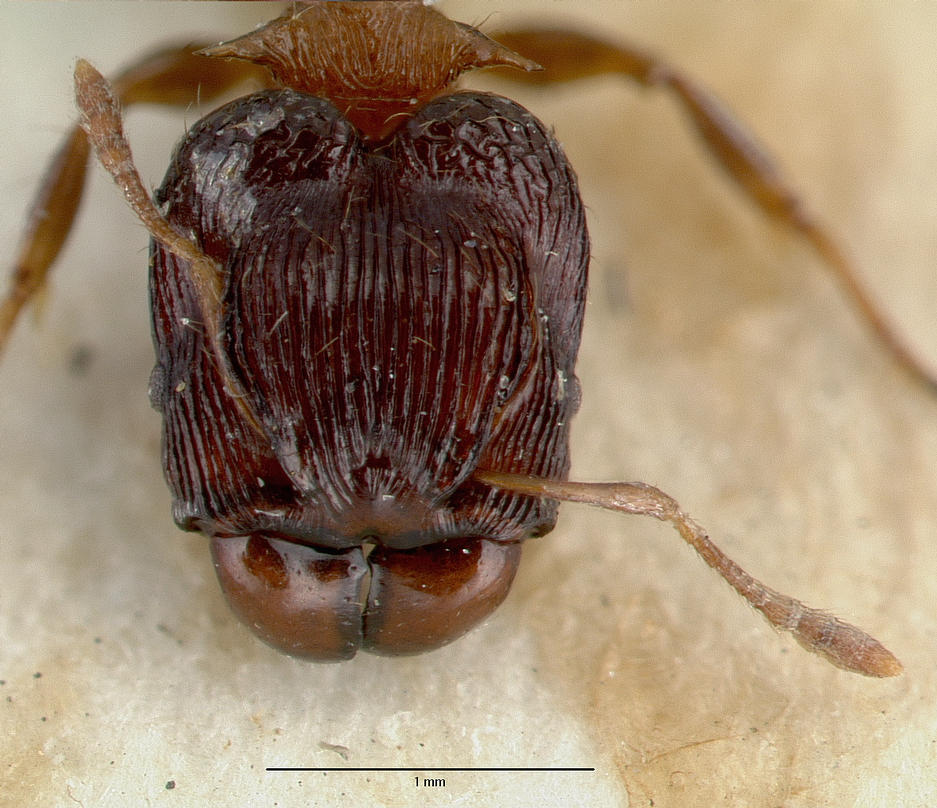
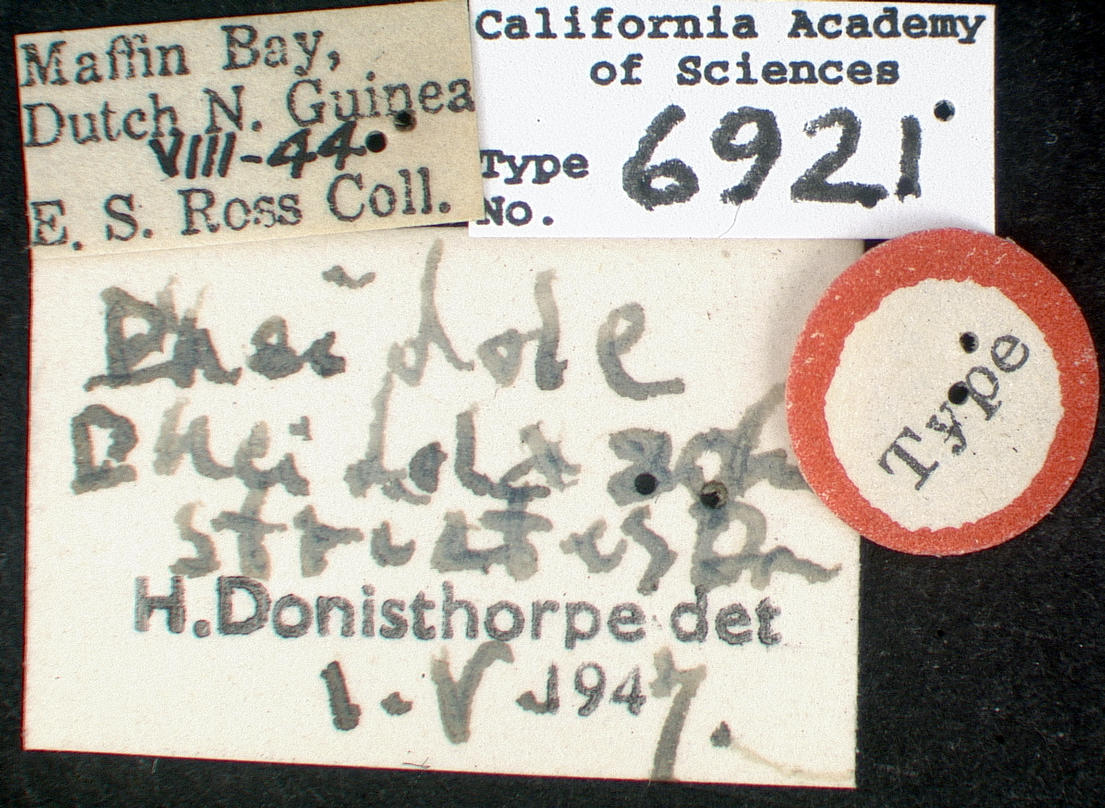
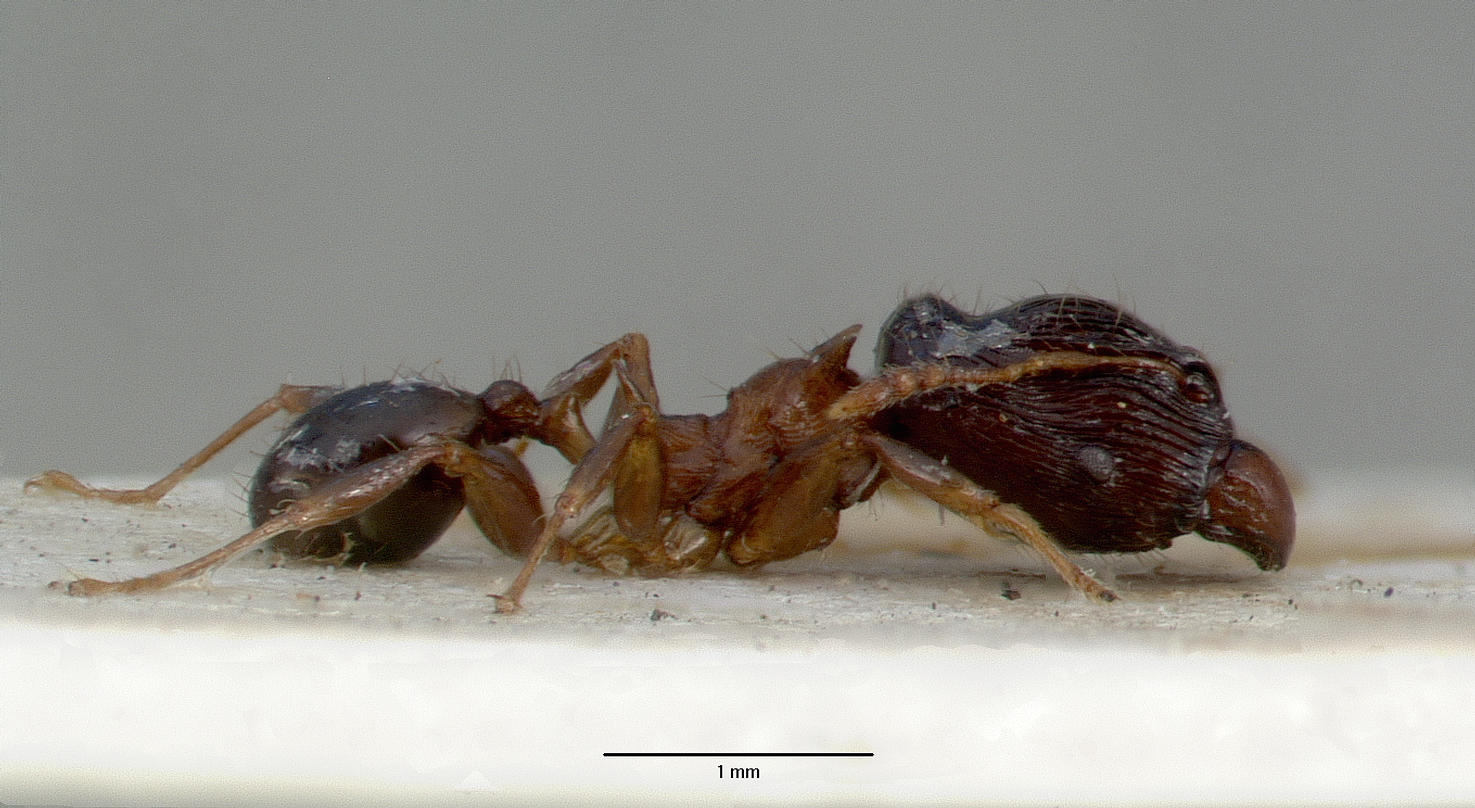